# Linia kolejowa nr 888
Linia kolejowa nr 888 – jednotorowa, częściowo zelektryfikowana linia kolejowa znaczenia miejscowego, łącząca posterunek odgałęźny Bytom Północny ze stacją techniczną KWK Centrum.